# Christian von Lente
Christian von Lente, född 29 mars 1649, död 2 november 1725, var en dansk ämbetsman. Han var son till Theodor Lente.
Lente var länge sändebud i England, där han bland annat förde förhandlingarna om prins Jörgens giftermål med prinsessan Anna. Han adlades 1682. Lente verkade därefter som sändebud i Holland och var 1699–1710 överkrigssekreterare och medlem av konseljen. Trots att han saknade kunskaper i militära frågor, skattades Lente högt av Fredrik IV, och var 1721–25 på nytt konseljmedlem.